# 国別の情報公開法
情報公開法（じょうほうこうかいほう）は、行政機関が保有する情報への一般市民のアクセスを保障する法律である。情報公開法が保障する知る権利に基づき、一般市民が行政機関が保有する情報を請求し、これらの情報を自由に、また最小限の費用で得る権利を規定する。また、基本的に行政機関には、率先して情報を開示し公開を促進する義務を課す。

## 概要
90ヶ国以上で、情報公開法がさまざまな形で定められている。スウェーデンのプレス自由法（1766年制定）は、世界最古の情報公開法である。多くの情報公開法は、私企業が保有する個人情報を管轄外としている。私企業が保有する情報へのアクセスについては、法的権利で保障されるものではない。
その他の国々でも、情報公開法の制定に向けた準備が進められている。また、国家の法令での制定だけでなく、多くの地域の地方自治体も制定に向けて動いている。例えば米国では、すべての州が、州および地方の税務関連の公文書へのアクセスについて定めた法律を有し、それに加えて、連邦政府が保有する文書の記録管理について定めた情報公開法を有している。
これと関連する概念に基づいているのが、政府機関の会議へのアクセスを許可する会議公開法である。多くの国では、個人情報保護法やデータ保護法は、情報公開法の一部に組み込まれている。これらの概念はしばしば密接に結びついている。
ほとんどの情報公開法の背景にある基本原則は、情報の説明責任は情報開示を請求された側にあり、要求した側にはないということである。請求者は通常、開示を求める理由について説明をする義務はないが、情報が開示されない時には、情報開示を請求された側に開示できない理由の説明が求められる。

## 国別に見た情報公開法

### 日本
行政機関の保有する情報の公開に関する法律（平成11年法律第42号、行政機関情報公開法）は、国の行政機関が保有する情報の公開（開示）請求手続を定める日本の法律で、1999年5月14日に公布され、2001年4月1日に施行された。立法機関たる国会や司法機関たる裁判所についての法律上の情報公開制度は未制定のままである（国会と裁判所は内規によって開示請求することができる。非開示のときは、苦情申し立ては可能だが、裁判で救済されることはない）。対象となる行政機関は以下のとおりで実質的にすべての行政機関が含まれている（第2条）。
1. 法律の規定に基づき内閣に置かれる機関（内閣府を除く）及び内閣の所轄の下に置かれる機関
2. 内閣府、宮内庁並びに内閣府設置法第49条第1項及び第2項に規定する機関（これらの機関のうち第4号の政令で定める機関が置かれる機関にあっては、当該政令で定める機関を除く）
3. 国家行政組織法第3条第2項に規定する機関（第5号の政令で定める機関が置かれる機関にあっては、当該政令で定める機関を除く）
4. 内閣府設置法第39条及び第55条並びに宮内庁法第16条第2項の機関並びに内閣府設置法第40条及び第56条（宮内庁法第18条第1項において準用する場合を含む）の特別の機関で、政令で定めるもの
5. 国家行政組織法第8条の2の施設等機関及び同法第8条の3の特別の機関で、政令で定めるもの
6. 会計検査院

独立行政法人等については、独立行政法人等の保有する情報の公開に関する法律（平成13年法律第44号）により、2002年10月1日より情報公開制度の対象となった。
もっとも、それ以外の外郭団体については法律上の情報公開制度の適用を受けない。
日本においては、情報公開制度は地方自治体による情報公開条例が先行して制度化され、現在ではほぼすべての地方公共団体で情報公開条例が定められているが、条例上の情報公開請求権者について一部の地方公共団体では当該自治体の住民や在勤、在学者に限定している。

### オーストラリア
オーストラリアでは、すべての「省庁および公共団体」に適用される情報公開法が1982年に制定された。

### カナダ
カナダでは、情報へのアクセス法が定められ、一般市民が連邦政府に対し情報の開示を請求する権利が認められている。この法律が制定されたのは1983年である。

### ドイツ
ドイツでは、連邦政府が2005年に情報公開法を制定した

### スウェーデン
スウェーデンでは、1766年に制定された出版の自由法を源とし、公文書へのアクセスが保障されている。これはスウェーデンの現行憲法の根幹を成すもので、現代世界における情報公開法としては最初のものにあたる。

### イギリス
イギリスでは「2000年情報公開法」が、国家規模での情報公開法の導入となった。例外はスコットランドで、「2002年情報公開法（スコットランド）」が別途制定された。

### アメリカ合衆国
アメリカ合衆国では1966年リンドン・ジョンソン大統領が情報公開法に署名し、翌年から施行された。1996年にはビル・クリントン大統領が、この法案を改正する形の「電子文書情報公開法」に署名した。